# Тшцяно (Поморське воєводство)
Тшцяно (пол. Trzciano) — село в Польщі, у гміні Риєво Квідзинського повіту Поморського воєводства.
Населення — 467 осіб (2011).

## Демографія
Демографічна структура станом на 31 березня 2011 року:
|          | Загалом | Допрацездатний вік | Працездатний вік | Постпрацездатний вік |
| -------- | ------- | ------------------ | ---------------- | -------------------- |
| Чоловіки | 238     | 69                 | 150              | 19                   |
| Жінки    | 229     | 50                 | 137              | 42                   |
| Разом    | 467     | 119                | 287              | 61                   |